# 카타리나 쉬틀러
카타리나 쉬틀러(Katharina Schüttler, 1979년 10월 20일 ~ )는 독일의 배우이다.

## 출연 작품
- 미 엔드 디 아더스 (2021)
- 리틀 드러머 걸 (2018)
- 엘라스 베이비 (2017)
- 더 킹스 초이스 (2016)
- 원더릭스 월드 (2016)
- 하이디 (2015)
- 13 미닛츠 (2015)
- 러브 이즈 에브리싱 (2014)
- 리코, 오스카 앤 더 파스타 디텍티브즈 (2014)
- 포화속의 우정 (2014)
- 아무르 포 (2014)
- 프리 폴 (2013)
- 포화속의 우정 (2013)
- 커피 인 베를린 (2012)
- 뱀버그 호스맨: 어 크라임 스토리 프럼 프랭코니어 (2012)
- 가디언스 (2012)
- 라이프 오브 시몬 (2011)
- 카를로스 (2010)
- 더 데이 윌 컴 (2009)
- 릴라 릴라 (2009)
- 아이스 밤 (2008)
- 트루스 오어 데어 (2005)
- 소피 (2002)
- 흰 소음 (2001)
- 내가 속한 나라 (2000)